# فرانك إل. بينكني
فرانك إل. بينكني (بالإنجليزية: Frank L. Pinckney)‏ هو مدرب كرة سلة أمريكي، ولد في 20 سبتمبر 1884 في بونتياك في الولايات المتحدة، وتوفي في 11 يونيو 1945 في Proviso Township, Illinois ‏ في الولايات المتحدة.

## روابط خارجية
- فرانك إل. بينكني على موقع كلية كرة السلة في سبورتس رفرنس.كوم (الإنجليزية)